# Povijest Etiopije
Povijest Etiopije pokriva dugo razdoblje od njezinih početaka kao Kraljevstva Aksum do sadašnjeg oblika kao Savezne Demokratske Republike Etiopije, kao i povijest drugih područja u današnjoj Etiopiji, kao što je Afarski trokut. Etiopsko Carstvo (Abesiniju) prvi su osnovali Etiopljani na Etiopskoj visoravni. Zbog migracije i imperijalne ekspanzije, izraslo je u brojne druge prvenstveno afro-azijske zajednice, uključujući: Oromce, Amhare, Somalce, Tigrinje, Afare, Sidame, Gurage, Agawe i Harare, između ostalih.
Jedno od najranijih kraljevstava koje je došlo na vlast na ovom teritoriju bilo je Kraljevstvo Damot u 10. stoljeću prije Krista, koje je osnovalo svoju prijestolnicu u Jehi. U prvom stoljeću nove ere, Kraljevstvo Aksum učvrstilo se u regiji Tigray sa svojim glavnim gradom u Aksumu i izraslo u veliku silu na Crvenom moru, osvojilo Jemen i Meroz, te prešlo na kršćanstvo početkom 4. stoljeća. Kraljevstvo Aksum propalo je s usponom islama na Arapskom poluotoku, koji se polako povukao iz trgovine s kršćanskim Aksumom, a s vremenom je postao izoliran, ekonomija i aksumova trgovačka dominacija nad regijom su opali. Aksumiti su ustupili mjesto dinastiji Zagaj, koja je uspostavila novu prijestolnicu u Lalibeli, prije nego što su u 13. stoljeću ustupili mjesto Salomonskoj dinastiji. Tijekom ranog razdoblja te dinastije, Etiopija je prošla kroz vojne reforme i imperijalnu ekspanziju koja je dovela do njene dominacije na Rogu Afrike. U to su vrijeme stigli i portugalski misionari.
Godine 1529. osvajanje Abesinije (Futuh al-Habash) od strane osmanskog saveznika muslimanskog Adal sultanata opustošilo je visoravan, a odvratila ga je samo portugalska intervencija. Kako su zaraćene strane bile oslabljene ratom, narod Oromci uspjeli su se proširiti na visoravan, osvojivši ostatke sultanata Adal i prodirući duboko na sjever. Povećala se i portugalska prisutnost, dok su Osmanlije započele prodirati u današnju Eritreju, stvarajući Abesinski ajalet. Portugalci su u Etiopiju donijeli moderno oružje i baroknu arhitekturu, a 1622. preobratili su cara Suseniosa I. na katoličanstvo, započevši građanski rat koji je završio njegovom abdikacijom i protjerivanjem svih katolika iz Etiopije. Nova prijestolnica osnovana je u Gondaru 1632., a uslijedilo je razdoblje mira i prosperiteta sve dok zemlju nisu preplavili vojni diktatori u 18. stoljeću tijekom Doba prinčeva.
Etiopija se ponovno ujedinila 1855. pod Tevodrosom II., čime je započela moderna povijest Etiopije. Njegovu je vladavinu slijedio Ivan IV. Etiopski koji je poginuo u akciji 1889. Pod Menelikom II., Etiopija je započela preobrazbu u dobro organizirani tehnološki napredak i strukturu kakvu zemlja ima sada. Etiopija se također proširila na jug i istok, osvojivši zapadni Orom (današnji Shoan Oromo), Sidam, Gurag, Wolait i druge skupine, što je rezultiralo granicama moderne Etiopije. Etiopija se 1896. oduprla talijanskoj invaziji, a europske sile su je priznale kao legitimnu državu. Ubrzana modernizacija dogodila se pod Menelikom II. i Haileom Selassijem. Italija je pokrenula drugu invaziju 1935. Tijekom 1935-1941. Etiopija je bila pod talijanskom okupacijom. Zajedničkim snagama britanskih i etiopskih pobunjenika uspjeli su 1941. istjerati Talijane iz zemlje, a na prijestolje je vraćen Haile Selasije. Etiopija i Eritreja ujedinile su se u federaciju, ali kada je Haile Selasije ukinuo federaciju 1961. i učinio Eritreju provincijom Etiopije, izbio je 30-godišnji Eritrejski rat za neovisnost. Eritreja je ponovno stekla neovisnost nakon referenduma 1993. godine.
Haile Selasije svrgnut je 1974. i na vlast je došao vojni Dergov režim. Godine 1977. zemlju je napala Somalija, pokušavajući pripojiti regiju Ogaden, ali su napad odbile etiopske, sovjetske i kubanske snage. Tijekom 1977. i 1978. vlada je mučila ili ubila stotine tisuća osumnjičenih neprijatelja u Crvenom teroru. Godine 1984. Etiopija je doživjela glad koja je ubila milijune ljudi i građanski rat, koji je rezultirao padom Derga 1991. godine. To je rezultiralo uspostavom Savezne demokratske republike pod Melesom Zenawijem. Etiopija je i dalje siromašna, ali je njezino gospodarstvo postalo jedno od najbrže rastućih u svijetu.